# Nukuoro
Nukuoro là một rạn vòng của Liên bang Micronesia.
Đây là một phân khu của bang Pohnpei. Đây là rạn vòng nằm xa thứ nhì về phương nam của đất nước, sau Kapingamarangi. Tính đến  năm 2007, Nukuoro có 372 người, dù có hàng trăm người gốc Nukuora sống trên đảo Pohnpei. Tổng diện tích, tính cả cái phá giữa rạn, là 40 km2 (15 dặm vuông Anh), dù diện tích đất chỉ 1,7 km2 (0,66 dặm vuông Anh). Nukuoro được tạo nên từ 40 đảo bé nằm về ba mặt đông, bắc, nam của phá. Đảo rộng hơn cả cũng tên Nukuoro và là trung tâm dân cư. Phá trung tâm có đường kính 6 km (3,7 mi).
Đánh bắt cá, chăn nuôi, cùng trồng trọt là các hoạt động kinh tế chính. Một dự án nuôi trai ngọc đen đã góp phần tăng thu nhập cho người dân.
Nukuoro là một nơi hẻo lánh. Không có bãi đáp máy bay, và tàu khách chỉ hoạt động vài tháng một lần. Hoạt động du lịch chưa hình thành. Có một ngôi trường bốn phòng nhưng trẻ em trên 14 phải đến Pohnpei để học lên cao.

## Dân cư
Người dân nói tiếng Nukuoro, một ngôn ngữ Polynesia gần gũi với tiếng Kapingamarangi và tiếng Pileni. Nukuoro và Kapingamarangi thuộc nền văn hoá Polynesia dù nằm ngoài tam giác Polynesia.
Dân địa phương nói rằng những người đầu tiên đặt chân lên Nukuoro vào thế kỷ XVIII là một đoàn người từ Tokelau.

## Lịch sử
Người châu Âu đầu tiên trông thấy Nukuoro là sĩ quan hải quân người Tây Ban Nha Juan Bautista Monteverde vào ngày 18 tháng 2 năm 1806 khi chỉ huy chiếc frigate San Rafael. Trong thời quan dài trên bản đồ Nukuoro được ghi tên là Quần đảo Monteverde.